# Arashi Single Collection 1999-2001
Arashi Single Collection 1999-2001 (嵐 Single Collection 1999-2001?) è la prima raccolta del gruppo musicale giapponese degli Arashi. L'album è anche il primo album del gruppo ad essere pubblicato dalla J Storm. L'album contiene tutti i singoli che il gruppo aveva pubblicato sino a quel momento, ed ha raggiunto la quarta posizione Oricon.

## Tracce
1. Arashi - 4:29
2. Ashita ni Mukatte - 4:35
3. Sunrise Nippon - 4:45
4. Horizon - 4:32
5. Typhoon Generation - 5:01
6. Asu ni Mukatte Hoero - 5:22
7. Kansha Kangeki Ame Arashi - 4:49
8. Ok! All Right! Ii Koi wo Shiyou -  4:34
9. Kimi no Tame ni Boku ga Iru - 3:46
10. Hanasanai! - 4:59
11. Jidai - 4:56
12. Koi wa Breakin - 4:37